# Jean Stéfanini
Jean Stéfanini (* 1917; † 1985) war ein französischer Romanist und Sprachwissenschaftler. Er lehrte als Professor für französische Linguistik an der Universität Aix-en-Provence.

## Leben und Werk
Stéfanini war korsischer Herkunft, wuchs in Marseille auf und studierte in Aix-en-Provence bei Auguste Brun und Georges Lote.  Er habilitierte sich 1960 bei Robert-Léon Wagner mit den beiden Thèses La Voix pronominale en ancien et en moyen français (Aix-en-Provence 1962) und Un provençaliste marseillais. L'Abbé Féraud 1725-1807 (Gap 1969, dem Andenken an Auguste Brun und Jean Boutière gewidmet). Ab 1963 war er Professor in Aix-en-Provence.

## Weitere Werke
- als Herausgeber mit: Maurice Gross: Syntaxe transformationnelle du français (= Langue française. 11, ISSN 0023-8368). Larousse, Paris 1971, (Digitalisat).
- Linguistique et langue française. Préface de Jean-Claude Chevalier. Centre National de la Recherche Scientifique Éditions, Paris 1992, ISBN 2-222-04678-5.
- Histoire de la grammaire. Textes réunis par Véronique Xatard. Préface de Sylvain Auroux. Centre National de la Recherche Scientifique Éditions, Paris 1994, ISBN 2-271-05011-1.